# رته مته
رته مته (به انگلیسی: Ratta Matta) یک منطقهٔ مسکونی در پاکستان است که در ناحیه جهنگ واقع شده‌است.